# Idiops designatus
Idiops designatus är en spindelart som beskrevs av O. Pickard-Cambridge 1885. Idiops designatus ingår i släktet Idiops och familjen Idiopidae. Inga underarter finns listade i Catalogue of Life.